# Великоомелянская сельская община
Великоомелянская сельская община (укр. Великомежиріцька сільська громада) — территориальная община в Ровненском районе Ровненской области Украины.
Административный центр — село Великая Омеляна.
Население составляет 5147 человек. Площадь — 100,4 км².
В соответствии с распоряжением Кабинета Министров Украины от 12 июня 2020 года, в состав общины вошла территория Великоомелянского и Грушвицкого сельских советов Ровненского района.

## Населённые пункты
В состав общины входит 6 сёл:
- Великая Омеляна
  - Вересневое
- Грушвицкий старостинский округ:
  - Грушвица Вторая
  - Грушвица Первая
  - Дибровка
  - Мартыновка